# Flutendes Heusenkraut
Das Flutende Heusenkraut (Ludwigia peploides) ist eine Pflanzenart aus der Gattung der Heusenkräuter (Ludwigia) innerhalb der Familie der Nachtkerzengewächse (Onagraceae).

## Beschreibung und Ökologie

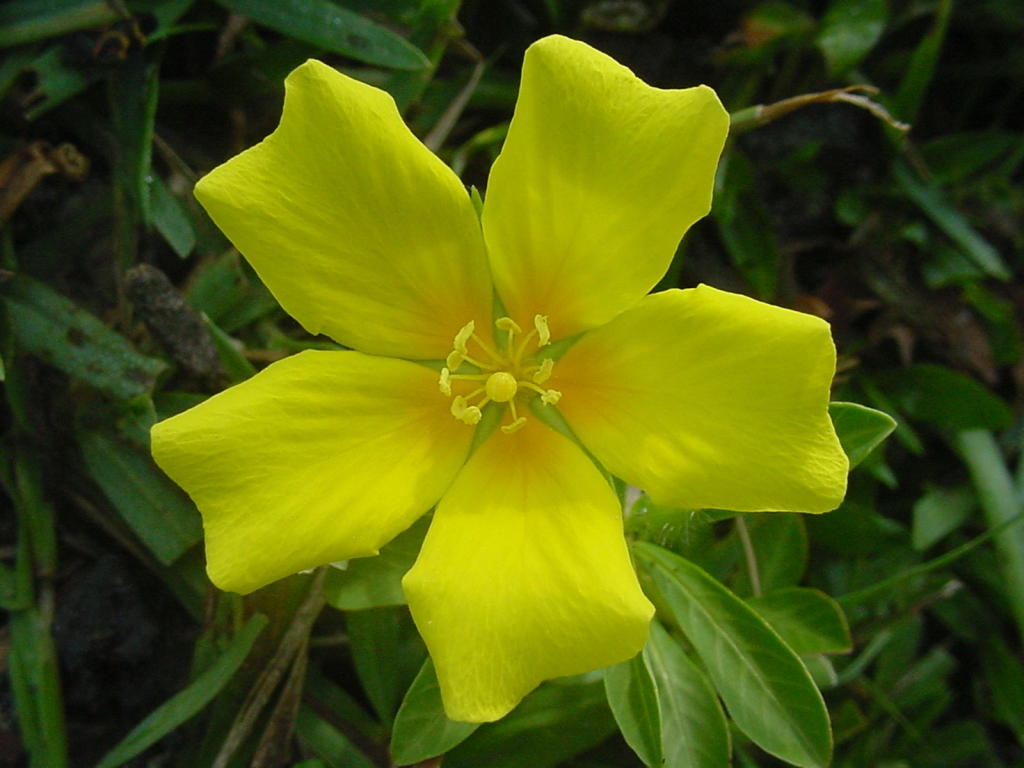
Radiärsymmetrische Blüte im Detail

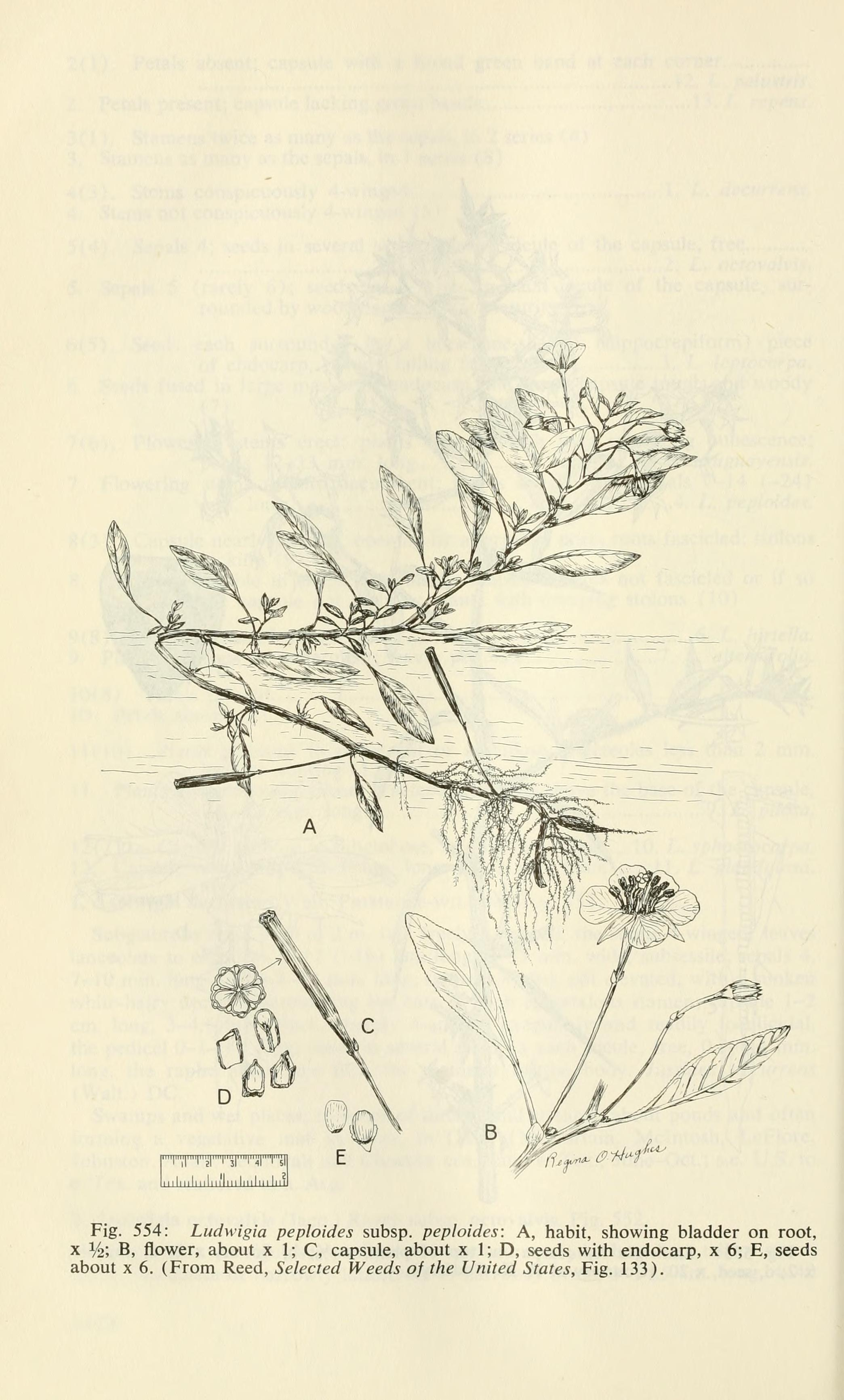
Illustration aus Aquatic and wetland plants of southwestern United States, S. 1180

### Vegetative Merkmale
Es handelt sich um eine Wasserpflanze mit „schwachem“ Stängel. Das Flutende Heusenkraut wächst in bis zu 3 Meter tiefen Gewässern und kann bis zu 80 Zentimeter über die Wasseroberfläche reichen. Das Flutende Heusenkraut wächst als ausdauernde krautige Pflanze. Es werden Ausläufer gebildet. Es sind nur wenige Schwimmwurzeln vorhanden. Der flutende, kriechende, aufsteigende bis aufrechte Stängel ist stielrund und erreicht eine Wuchshöhe von 10 bis 300 Zentimetern und ist einfach oder verzweigt. Das Indument ist sehr unterschiedlich.
Die wechselständig angeordneten Laubblätter sind in Blattstiel und -spreite gegliedert. Der abgeflachte oder schmal geflügelte Blattstiel ist 0,2 bis 6 Zentimeter lang. Die Laubblätter sind kaum behaart oder kahl und sind bis zu 10 Zentimeter lang. Während die untergetauchten Blätter = Schwimmblätter sind rundlich oder spatel- bis rautenförmig mit gut sichtbaren Blattrippen. Die Blätter über der Wasseroberfläche sind länglich, die obersten Blätter dunkel-grün, bei einer Länge von 3 bis 9 Zentimetern meist elliptisch mit stumpfem oberen Ende und kahl oder spärlich behaart. Die sukkulenten Nebenblätter sind bei einer Länge von 0,6 bis 1,6 Millimetern sowie einer Breite von 0,4 bis 1 Millimetern breit eiförmig-deltaförmig mit spitzem oder stumpfem oberen Ende mit einer Drüsenspitze, selten dreiteilig.

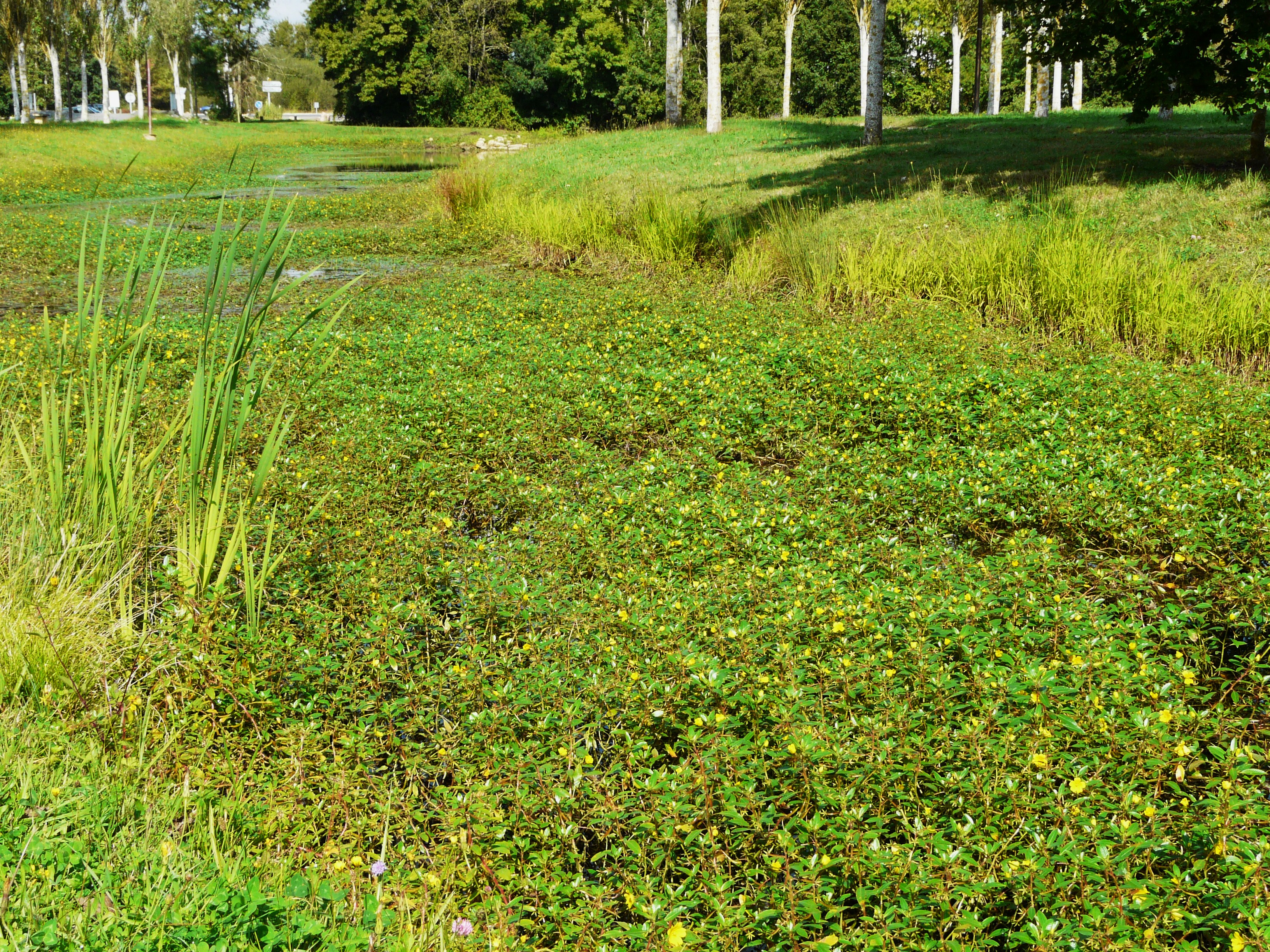
Habitat

### Generative Merkmale
Die Tragblätter sind schuppenförmig reduziert. An aufrechten Stängeln befinden sich die Blüten manchmal in traubigen Blütenständen jeweils einzeln über einem Blatt. Meist sind Deckblätter vorhanden, diese sind bei einer Länge von 0,5 bis 1 Millimetern sowie einer Breite von 0,5 bis 1 Millimetern dreieckig schuppenartig mit spitzem oberen Ende. Die Deckblätter sind nahe der Basis oder auf der unteren Hälfte mit dem Fruchtknoten verwachsen. Auf den Blütenstielen befinden sich oft rote Flecken.
Die zwittrigen Blüten sind radiärsymmetrisch und besitzen eine doppelte Blütenhülle. Die Kelchblätter sind bei einer Länge von 3 bis 12 Millimetern sowie einer Breite von 1,5 bis 4 Millimetern schmal deltaförmig oder lanzettlich mit spitzem oder zugespitztem oberen Ende und kahler oder spärlich bis dicht fein behaarter Fläche. Die gelben, 7 bis 24 Millimeter langen sowie 4 bis 13 Millimeter breiten, nach oben gekrümmten Kronblätter bilden eine verkehrt-pyramidale Blütenkrone mit einem Durchmesser von 2 bis 3 Zentimetern. Es sind zwei ungleiche mit je fünf oder selten sechs leuchtend-gelben Staubblättern. Von den fast aufrechten bis zurückgekrümmten Staubfäden sind die kürzeren 1,4 bis 4,2 Millimeter und die längeren 1,9 bis, meist 3,3 bis 6 Millimeter lang. Die Staubbeutel sind bei einer Länge von 0,5 bis 2,2 Millimetern länglich. Der unterständige Fruchtknoten ist bei einer Länge von 6 bis 20 Millimetern sowie einer Breite von 1,5 bis 3 Millimetern fast zylindrisch mit etwas breiterem oberen Ende; er ist kahl oder spärlich bis dicht fein behaart. Der gelappte Nektardiskus weist einen Durchmesser 2 bis 2,5 Millimetern auf und ist kahl oder langen Trichomen besetzt. Der 1,9 bis, meist 2,4 bis 7,3 Millimeter lange Griffel ist in der oberen Hälfte kahl oder spärlich bis dicht fein behaart. Die Narbe ist bei einer Länge von 0,9 bis 1,2 Millimetern sowie einem Durchmesser von 1 bis 2,5 Millimetern abgeflacht-kugelig, manchmal flach bis tief fünflappig.
Der Fruchtstiel ist 7 bis 60, selten bis zu 90 Millimeter lang. Die kahle, gerade oder gebogene Kapselfrucht ist bei einer Länge von 1 bis 4 Zentimetern sowie einem Durchmesser von 2 bis 4 Millimetern länglich, zylindrisch und fast stielförmig bis undeutlich fünfkantig. Die holzigen dicken Fruchtwände öffnen sich erst später unregelmäßig. Die Samen weisen eine Länge von 1 bis 1,5 Millimetern sowie einen Durchmesser von 0,9 bis 1,3 Millimetern auf und sind in einem verlängerten Bereich des Endokarp eingebettet.
Die Chromosomenzahl beträgt 2n = 16.

## Verwechslungsmöglichkeiten
Das einheimische Sumpf-Heusenkraut (Ludwigia palustris) besitzt in den Blattachseln unscheinbare Blüten, nur mit Kelchblättern – ohne Kronblätter. Beim gebietsfremden Großblütigen Heusenkraut (Ludwigia grandiflora) beträgt der Durchmesser der Blütenkrone 4 bis 6 Zentimeter und die Blätter sind stark beharrt. Das gebietsfremde Kents Heusenkraut (Ludwigia kentiana) weist vier winzige cremefarbene Kronblätter auf.

## Vorkommen
Wie das Großblütige Heusenkraut wurde Ludwigia peploides aus dem südlichen Nordamerika, Mexiko, Zentral- und Südamerika als Zierpflanze und durch botanische Gärten im frühen 19. Jahrhundert nach Europa gebracht. Das erste Auftreten in Europa ist 1820 in Frankreich dokumentiert.
Das Flutende Heusenkraut kann fast undurchdringliche Matten bilden und so die einheimische Flora verdrängen. Es kann auch zu Störungen des Hochwasserschutzes und der Entwässerungssysteme kommen.
Ludwigia peploides ist bekannt für ihre Allelopathie, die zu ökotoxischen Effekten in den betroffenen Ökosystemen führen kann.
Ludwigia peploides ist in der Liste invasiver gebietsfremder Arten von unionsweiter Bedeutung, der Warnliste invasiver Gefäßpflanzenarten in Deutschland und der Liste der gebietsfremden invasiven Pflanzen der Schweiz aufgeführt. Mit Ausnahme der Bekämpfung ist jeglicher Umgang mit dieser Pflanzenart verboten.

## Taxonomie
Die Erstbeschreibung von Ludwigia peploides erfolgte 1964 durch den US-amerikanischen Botaniker Peter H. Raven in Reinwardtia, Volume 6, Seite 393.